# Delta (fusée)
Pour les articles homonymes, voir Delta (homonymie).

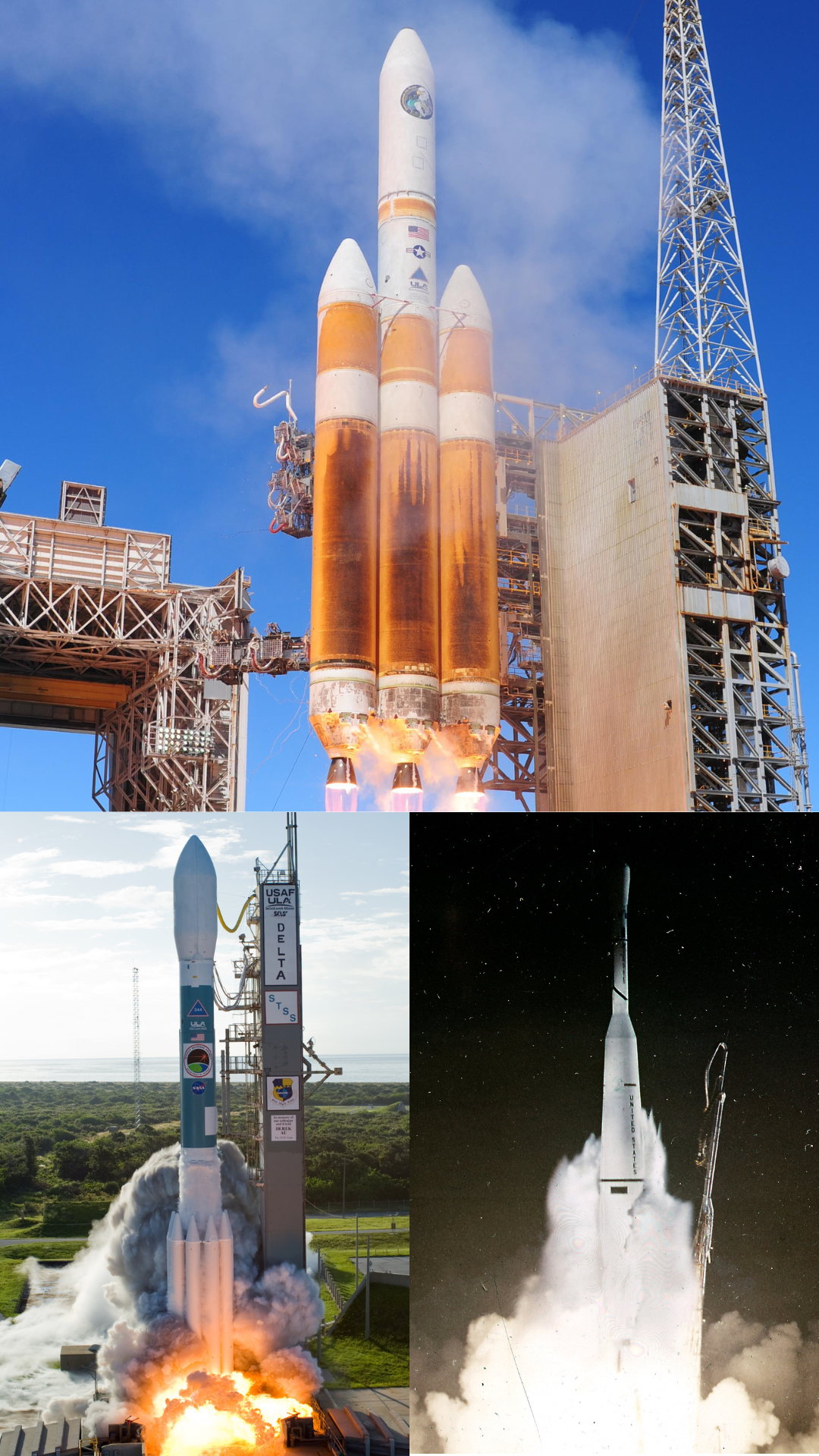
Des membres de la famille Delta : Delta IV Heavy (en haut), Delta II (à gauche) et Thor-Delta (à droite).

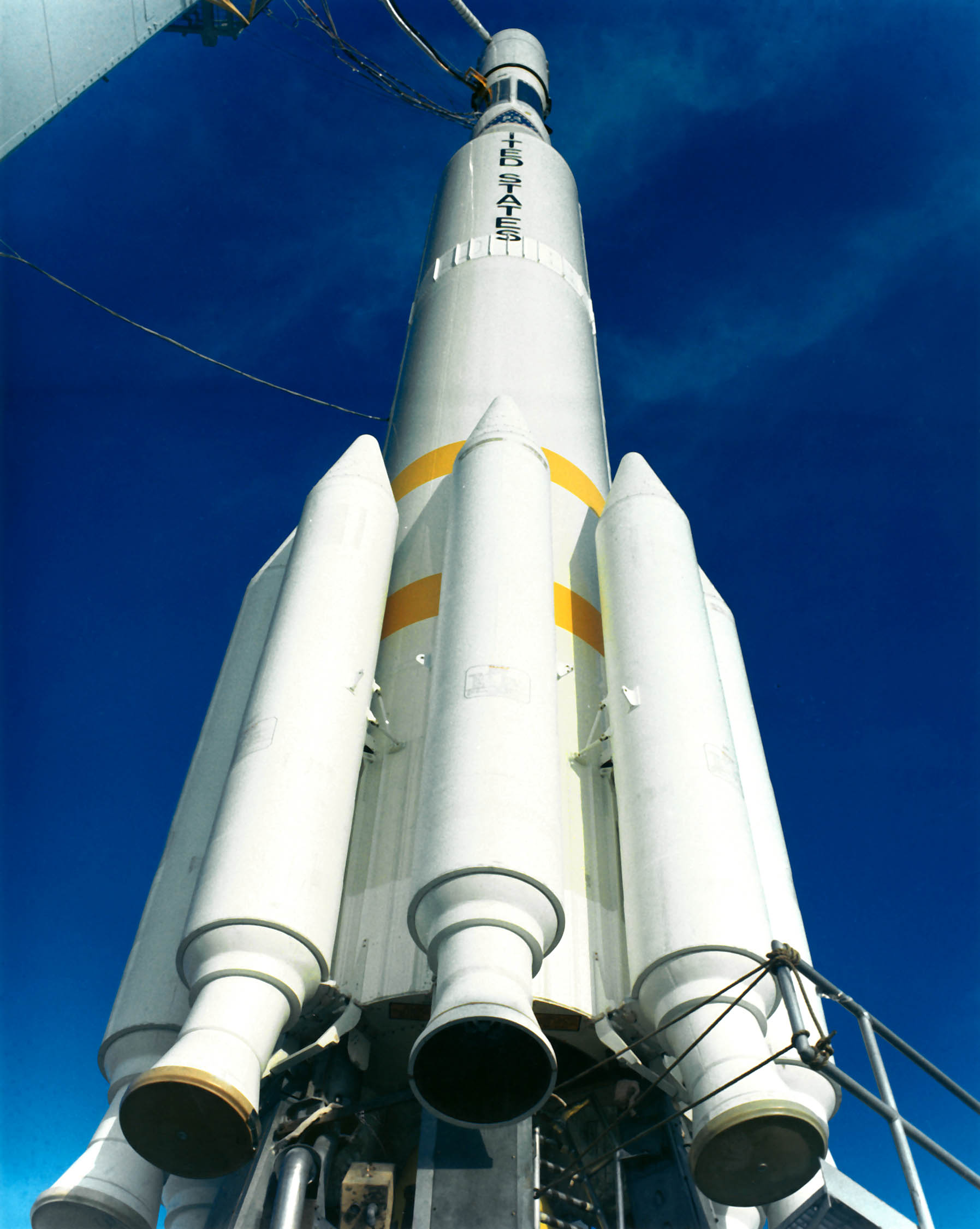
Le recours aux propulseurs d'appoint à poudre est une des caractéristiques de la famille Delta (ici une Delta 900 en 1972).

Les Delta sont l'une des deux principales familles de lanceurs de satellites et de sondes spatiales américains, l'autre étant les fusées Atlas.
Le lanceur est développé à l'origine par la société Douglas Aircraft à partir du missile balistique de portée intermédiaire Thor, que celle-ci a mise au point dans les années 1950. Pour répondre aux besoins de la course à l'espace, les ingénieurs américains testent à la fin des années 1950 plusieurs lanceurs à partir du missile : l'agence spatiale américaine, la NASA qui vient tout juste d'être fondée, retient pour ses besoins en 1960 la combinaison du missile avec l'étage Delta, donnant naissance à la famille des lanceurs Thor Delta, rebaptisée par la suite Delta.
Malgré ses performances modestes comparées aux fusées Titan et Atlas, le lanceur se distingue dès ses débuts en lançant plusieurs satellites qui constituent autant de premières dans les domaines des télécommunications (Echo, Telstar 1, Intelsat I) et de la météorologie (TIROS-1). Au fil du temps, des versions de plus en plus puissantes sont développées et, pour compenser la faible poussée de son premier étage, le lanceur utilise jusqu'à neuf propulseurs d'appoint à poudre. Ces évolutions permettent à la fusée de dominer le marché des lancements de satellites commerciaux dans les années 1970. Le lanceur perd sa position dominante au cours des années 1980, du fait de la concurrence de la fusée européenne Ariane, de la masse croissante des satellites de télécommunications ainsi que de l'arrêt programmé des lancements au profit de la navette spatiale américaine. Le constructeur Douglas se repositionne sur le marché des satellites des agences militaires (GPS) et civiles (NASA) par la longue série (155 lancements) des Delta II, dont le premier exemplaire est tiré en 1990.
En 1993, à la faveur du rachat du constructeur d'origine par Boeing, cette société élabore une version radicalement nouvelle dans laquelle le deuxième étage Delta est abandonné au profit du Delta Cryogenic Second Stage reprenant la motorisation du Centaur, beaucoup plus performant, mais la Delta III est un échec. Au début des années 2000, pour répondre aux besoins de l'Armée de l'Air américaine qui, agissant pour le compte de toutes les agences gouvernementales américaines, veut remplacer tous les anciens lanceurs par une fusée nouvelle, modulaire et unique (programme EELV), une nouvelle famille de lanceurs beaucoup plus puissante, les Delta IV, est développée. La nouvelle fusée n'a plus aucun point commun avec la Thor Delta d'origine : le diamètre du corps de la fusée passe à cinq mètres et le moteur qui propulse le premier étage est une évolution du moteur SSME de la navette spatiale. La fusée Delta, qui dans ses premières versions ne pouvait placer en orbite basse que 130 kg (Thor Delta de 1960), peut lancer dans sa version contemporaine la plus puissante 26 tonnes Delta IV Heavy. Après 28 ans d'une carrière fructueuse, la Delta II est retirée du service en 2018. En effet, après avoir tenté de revenir sur le marché des satellites commerciaux, Boeing réserve ses lanceurs trop coûteux à la mise en orbite des satellites militaires et scientifiques américains, chasse gardée des industriels nationaux. La Delta IV, trop coûteuse en regard de la Falcon 9, est retirée du service à son tour en 2024 au profit du nouveau lanceur Vulcan, développé depuis 2015 par United Launch Alliance.

## Le missile Thor

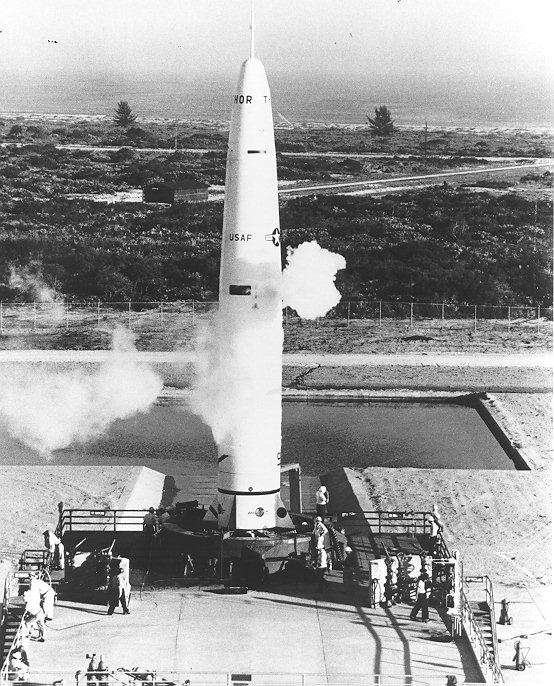
Premier lancement du missile Thor ancêtre de la famille Delta (1957).

Le lanceur Delta, comme la quasi-totalité des fusées civiles dont la conception remonte aux années 1950, est développé à l'origine à partir d'un missile balistique, dans le cas présent à partir du missile à portée intermédiaire Thor. Celui-ci résulte d'un besoin de l'Armée de l'Air américaine qui veut en 1954 disposer dans un délai très court d'un missile balistique d'une portée de 2 000 km pour faire face à la menace du R-5 soviétique en cours de déploiement dans les pays de l'Est. Pour réduire la durée de la mise au point, les composants les plus complexes du nouveau missile sont repris de projets existants : ainsi le moteur-fusée d'une poussée de 68 tonnes et les moteurs-vernier ont été développés initialement pour le missile intercontinental Atlas. La société Douglas Aircraft, qui remporte l'appel d'offres, développe en un temps record le missile dont le premier lancement intervient 13 mois après le début du projet. Le missile d'une longueur de 19,8 mètres a un diamètre de 2,44 mètres à la base se réduisant au sommet. Pesant 50 tonnes, il a une portée de 2 400 km et peut emporter une charge nucléaire de deux mégatonnes. Une soixantaine d'exemplaires est déployée au Royaume-Uni en 1958 mais les missiles ont une carrière opérationnelle brève puisqu'ils sont retirés du service en 1963 à la suite d'un accord secret passé entre les gouvernements américain et soviétique,.

## Les anciennes versions du lanceur: de la Thor Delta aux Delta 6000 (1960-1980)
Pour répondre aux besoins de la NASA en attendant la mise au point de fusées plus puissantes basées sur le missile Atlas, un lanceur est mis au point par Douglas Aircraft en combinant le missile Thor auquel a été ajouté un second étage Delta. Le lanceur obtenu a des performances limitées, nettement inférieures à celles des lanceurs américains contemporains des familles Atlas et Titan. Il est régulièrement modifié pour accroître sa puissance notamment par un recours inédit aux propulseurs d'appoint à poudre. Ces évolutions lui permettent dans les années 1970 de dominer le marché des satellites de télécommunications avec la série 2000. Mais le lanceur perd sa position dominante au cours des années 1980 car la fusée européenne Ariane, plus puissante et plus souple d'emploi capte une partie du marché commercial. Le premier accident de la navette spatiale américaine, dont le rôle était normalement de remplacer les lanceurs comme la Delta, relance le marché mais les performances de la Delta 6000, dernière version produite avant la Delta II, sont insuffisantes pour répondre à la demande.
| Famille de lanceurs | 1959          | 1962           | 1966           | 1972              | 1976               |
| ------------------- | ------------- | -------------- | -------------- | ----------------- | ------------------ |
| Scout               | -             | 70 kg          | 150 kg         | 180 kg            | 200 kg             |
| Thor                | 90 – 180 kg   | 400 kg         | -              | -                 | -                  |
| Delta               | -             | 250 kg         | 420 kg         | 1 130 kg          | 2 000 kg           |
| Atlas               | 70 - 1 000 kg | 730 - 2 300 kg | 712 - 4 300 kg | 3 810 - 5 100 kg  | 5 100 kg           |
| Titan               | -             | -              | 11 400 kg      | 4 100 - 15 900 kg | 15 100 - 15 400 kg |

### Premiers lanceurs Thor

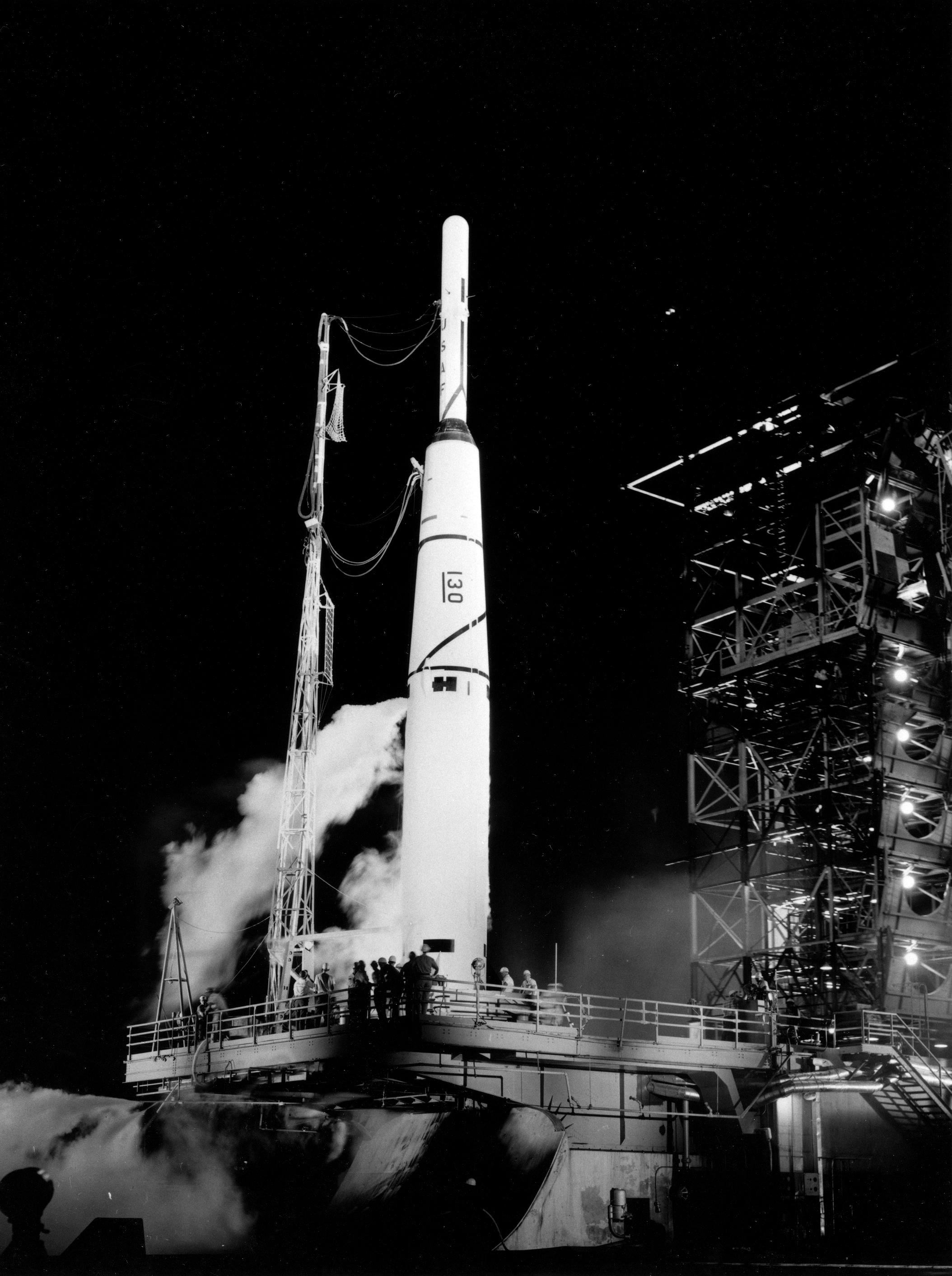
Thor Able I s'appretant à lancer la sonde Pioneer 1 (1958).

#### Transformation du missile Thor en lanceur
En 1957, l'URSS lance le premier satellite artificiel, Spoutnik, déclenchant la course à l'espace entre les États-Unis et l'URSS. L'astronautique américaine ne dispose alors que de deux fusées de faible puissance : les lanceurs Vanguard et Juno. Le missile et futur lanceur Atlas, nettement plus puissant est encore en cours de mise au point. Pour pouvoir lancer des satellites plus lourds, les responsables américains décident d'utiliser le missile Thor en lui associant les 2 étages supérieurs du lanceur Vanguard (Able et Altair).
Les trois premiers lancements de la Thor-Able I (premier lancement le 23/4/1958) qui doivent placer en orbite les premières sondes spatiales interplanétaires Pioneer échouent à la suite d'une défaillance du lanceur. Thor Able II, une version dépourvue de troisième étage, échoue également à lancer le satellite Transit 1 A mais parvient à mettre en orbite Tiros-1 (premier satellite météorologique de 125 kg) en 1960. Enfin, les versions Thor Able III et IV tri-étages parviennent à lancer respectivement le satellite scientifique Explorer 6 (1959) et la sonde spatiale interplanétaire Pioneer 5 (1960).
Par la suite, de nouvelles versions du lanceur utilisant le missile Thor sont testées. La combinaison d'un étage Thor et d'un étage Agena est lancée pour la première fois le 21/1/1959. Une nouvelle version de l'étage Able, l'Ablestar contenant deux fois plus d'ergols, est développée, permettant au lanceur Thor-Ablestar de placer jusqu'à 270 kg en orbite basse : le premier lancement a lieu le 13/4/1960.

#### La NASA sélectionne ses lanceurs
L'agence spatiale civile américaine, la NASA, est créée le 1er octobre 1958. L'un des premiers objectifs de la nouvelle agence est de s'assurer qu'elle dispose des moyens de lancer ses futurs satellites et sondes spatiales. La NASA utilise au début les lanceurs de l'armée de Terre (Juno I et II), de la marine (Vanguard) et de l'armée de l'Air (Thor-Able). En janvier 1959, l'agence spatiale décide qu'elle utilisera pour ses vols inhabités l'Atlas-Vega, qui sera remplacée finalement par l'Atlas-Agena plus performante, et l'Atlas-Centaur qui ne sera opérationnel qu'en 1966 à cause de problèmes de mise au point de l'étage Centaur. En attendant que ces deux lanceurs soient disponibles, la NASA choisit d'utiliser un lanceur basé sur la Thor-Able pour placer en orbite ses satellites scientifiques, de télécommunications et les sondes spatiales lunaires en 1960 et 1961. Le nouveau lanceur est baptisé Thor-Delta car c'est le quatrième lanceur développé en utilisant comme premier étage le missile Thor après les Thor Able, Thor Ablestar et Thor Agena. La Thor Delta est lancée pour la première fois le 13/5/1960.
De son côté, l'armée de l'Air américaine, utilisatrice également du lanceur Thor, retient l'étage Agena : la famille des lanceurs Thor-Agena, cousine des lanceurs Delta, sera utilisée jusqu'en 1972 pour placer en orbite des satellites militaires.

#### Lanceur Thor Delta (1960-1962)

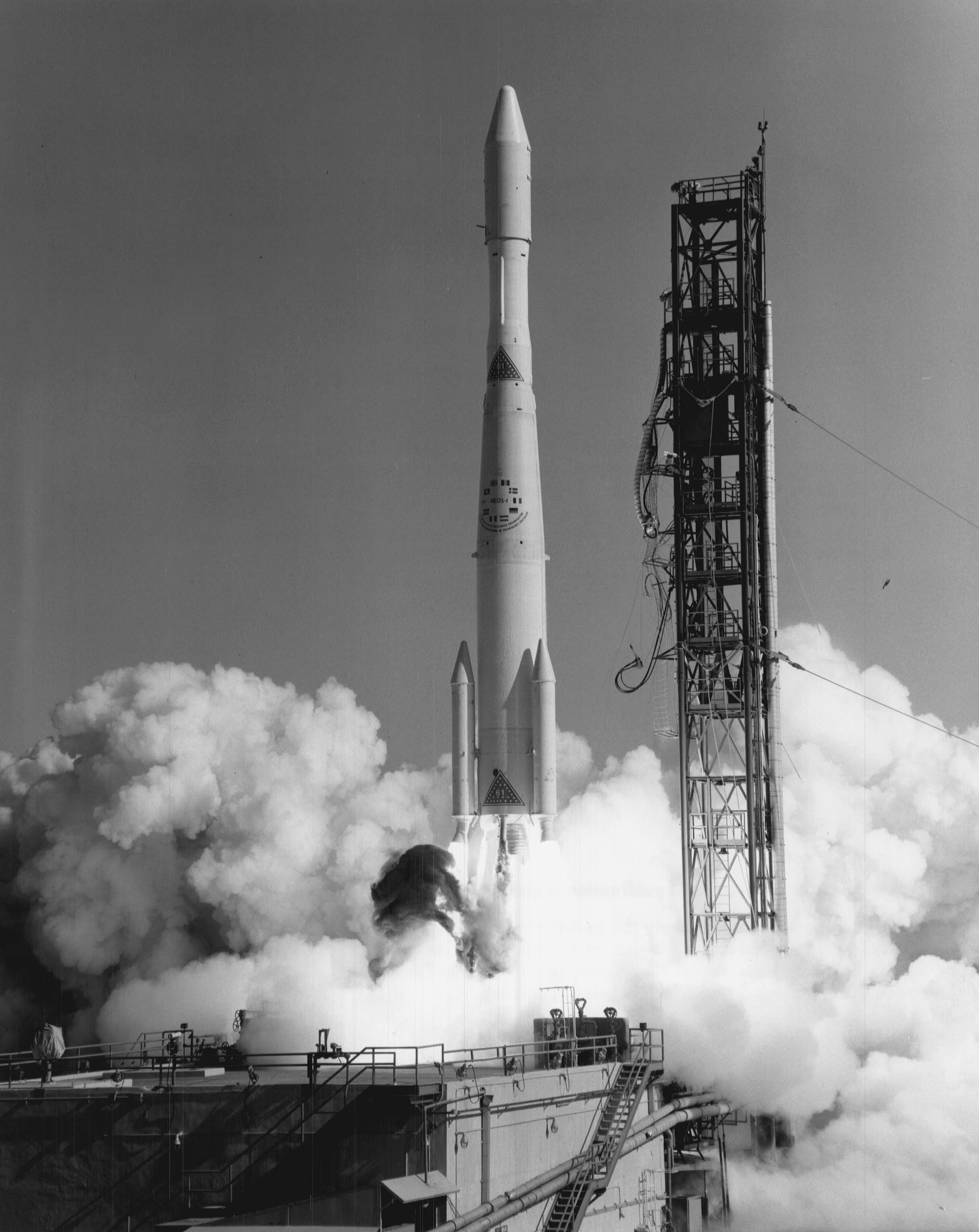
Une Delta E lance le satellite scientifique HEOS (1968).

Le lanceur Thor Delta vole 11 fois entre 1960 et 1962 (1 seul échec). Il place en orbite notamment le premier satellite météorologique TIROS-1, le premier observatoire solaire Orbiting Solar Observatory 1 et deux engins constituant des jalons majeurs de l'histoire des satellites de télécommunications : Echo 1 A et Telstar 1. Il va largement imposer ses caractéristiques à toute la famille des lanceurs Delta : c'est un engin composé de 3 étages, haut de 31 mètres, d'un diamètre de 2,44 mètres et pesant 54 tonnes capable de placer 226 kg en orbite basse et 45 kg sur une orbite de transfert géostationnaire (GTO).
Le premier étage du lanceur Thor-Delta est constitué par le missile Thor reconverti. Il pèse 49,3 tonnes et est propulsé par un moteur-fusée à ergols liquides de 68 tonnes de poussée durant 165 secondes. Celui-ci brûle du RP-1 (une forme de kérosène utilisée dans les moteurs de fusée) et de l'oxygène liquide : cette combinaison d'ergols est la plus répandue dans les fusées de l'époque car elle permet de bonnes performances (qui seront toutefois dépassées au milieu des années 1960 par le couple oxygène liquide-hydrogène liquide). L'alimentation en ergols du moteur est réalisée à l'aide d'une turbopompe entrainée par un générateur de gaz brûlant les mêmes ergols. L'étage Thor est construit dans la même usine de Douglas Aircraft que le missile et la version utilisés par l'armée (Thor-Agena) ; son évolution sera dictée par les besoins du lanceur militaire jusqu'à l'arrêt de la dernière version de la Thor Agena en 1972.
Le deuxième étage est une variante de l'étage Able rebaptisée Delta construite par la société Aerojet : la différence porte sur la présence de petits propulseurs à gaz froid lui permettant de contrôler son orientation dans l'espace et donc, finalement, d'insérer en orbite avec plus de précision le satellite porté par la fusée. L'étage Delta a une silhouette très fine (5,8 mètres de long pour 0,813 m de diamètre) qui souligne que la fusée est le résultat d'un assemblage postérieur à la conception de chacun de ses éléments. Pesant 4,47 tonnes, il est propulsé par un moteur de 3,4 tonnes de poussée consommant de l'hydrazine et de l'acide nitrique fumant rouge durant 115 secondes : ce mélange dit hypergolique est utilisé car il permet une mise à feu sans système d'allumage (à l'époque peu fiable) et il peut être rallumé plusieurs fois permettant des manœuvres orbitales. Le moteur est alimenté par mise en pression des réservoirs d'ergols, technique simple et donc fiable.
Le troisième étage Altair d'une masse de 238 kg est long de 1,83 mètre pour un diamètre de 0,46 mètre. C'est un étage qui incorpore une innovation majeure pour l'époque, car sa structure est en fibre de verre retenue pour sa légèreté. Son propulseur à propergol solide fournit une poussée de 1,27 tonne durant 38 secondes. La tuyère du moteur est fixe et l'étage est stabilisé en direction par mise en rotation avant sa séparation avec le deuxième étage.

### Delta A à N (1962-1971)
En 1962, la NASA décide de faire évoluer le lanceur Thor-Delta. À cette occasion, celui-ci est renommé Delta pour le différencier de son homologue utilisé par l'armée de l'Air qui conserve l'appellation Thor. Les Delta de la NASA sont suffixés d'une lettre modifiée à chaque nouvelle version. La Delta A se caractérise par un moteur du premier étage plus puissant qui permet de porter la charge utile en orbite basse de 226 à 250 kg. Les versions B et C permettent pratiquement de doubler la masse qui peut être placée en orbite grâce à une modification des 2 étages supérieurs. Cette série parvient à placer le premier satellite de télécommunications sur une Orbite géosynchrone, Syncom 2, après un premier échec. Pour la NASA, le lanceur Delta a désormais perdu son statut de lanceur « provisoire », .
Le premier changement structurel important intervient avec la Delta D introduite en 1964 : le premier étage est renforcé et 3 étages à poudre « Castor A » lui sont accolés, fournissant au décollage une poussée supplémentaire totale de 72 tonnes durant 27 secondes. Cet ensemble appelé TAD (Thrust Augmented Delta) porte la charge utile en orbite basse à 450 kg et en orbite de transfert à 104 kg. Ce montage était déjà en usage sur la version militaire du lanceur depuis un certain temps et deviendra une spécificité du lanceur Delta permettant d'ajouter à un coût relativement réduit de la puissance au premier étage. Grâce à ce surcroît de puissance, la Delta D place en orbite géostationnaire le premier satellite de télécommunications commercial Intelsat 1 connu également sous l'appellation « Early Bird »,.
Le deuxième étage de la Delta E (23 tirs entre 1965 et 1971) double de masse, ce qui allonge en proportion son temps de combustion, et son diamètre passe de 0,8 à 1,42 mètre permettant l'emport de charges plus volumineuses. Les propulseurs d'appoint Castor et le troisième étage sont également améliorés. La charge utile en orbite de transfert est doublée à 204 kg. La Delta G est une variante de la Delta E sans troisième étage. La Delta J est une Delta E avec un troisième étage de type Burner 2 qui sera lancée à un seul exemplaire en 1968. Les versions intermédiaires Delta F, H, I et K ne seront jamais fabriquées.
Pour profiter de l'augmentation de poussée des propulseurs d'appoint, le premier étage Thor de la Delta L (2 vols entre 1969 et 1972) est allongé de trois mètres et troque sa forme fuselée de missile pour une forme cylindrique, ce qui lui permet d'emporter 40 % de carburant supplémentaire (étage Long Tank Thor ou LTT). La version Delta M (13 vols entre 1968 et 1971) dont le premier vol est antérieur à la Delta L utilise également l'étage LTT, mais dispose en plus d'un nouveau troisième étage Burner 2 et peut comporter six propulseurs d'appoint. La Delta M peut ainsi placer sur une orbite de transfert une charge de 450 kg soit dix fois plus que la Thor Delta d'origine. La Delta N est une variante de la M sans troisième étage.

### Delta 0000 à 6000 (1971-1992)

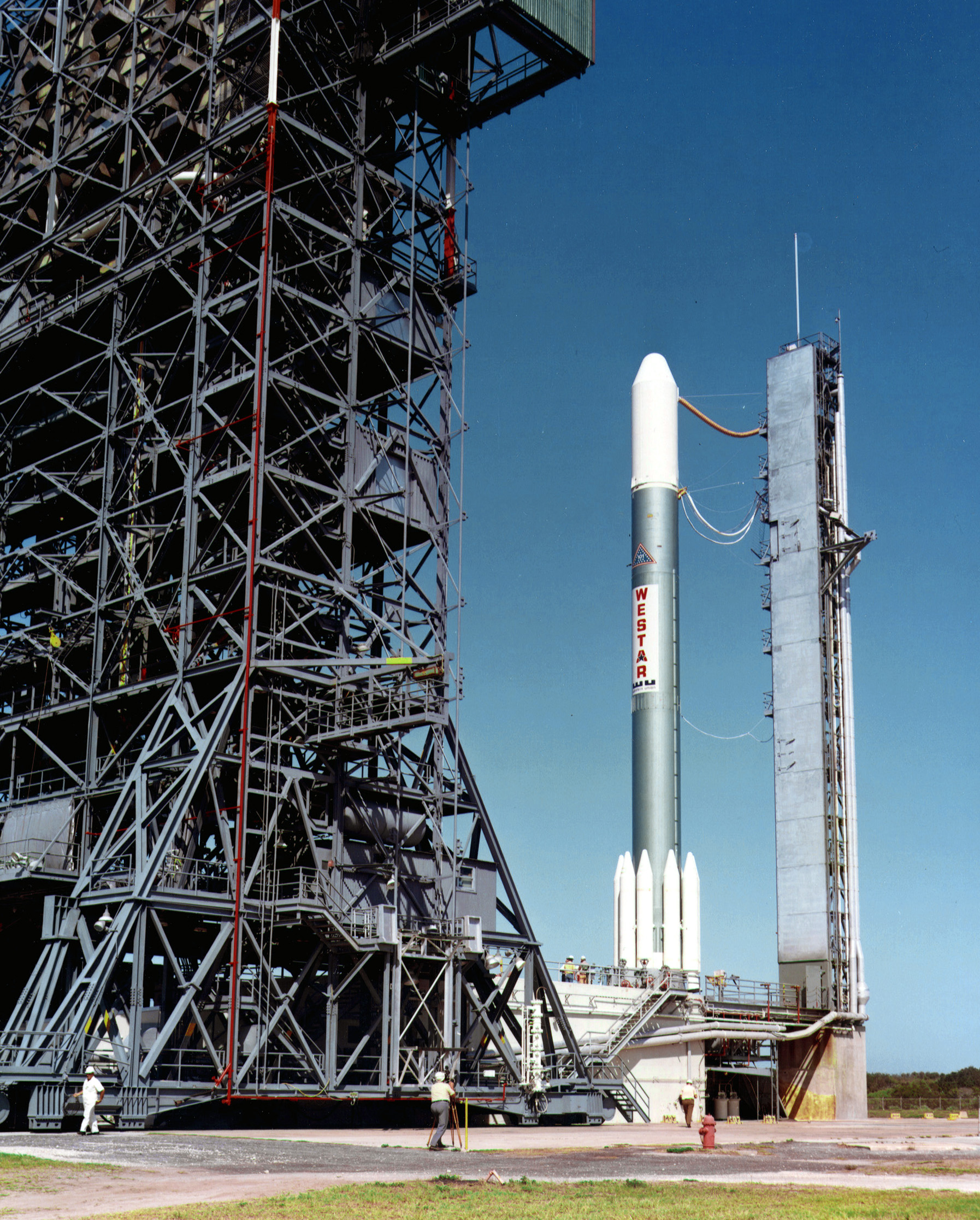
Delta 2914, faisant partie de la première version au format "crayon", s'apprête à lancer le satellite Westar (1974).

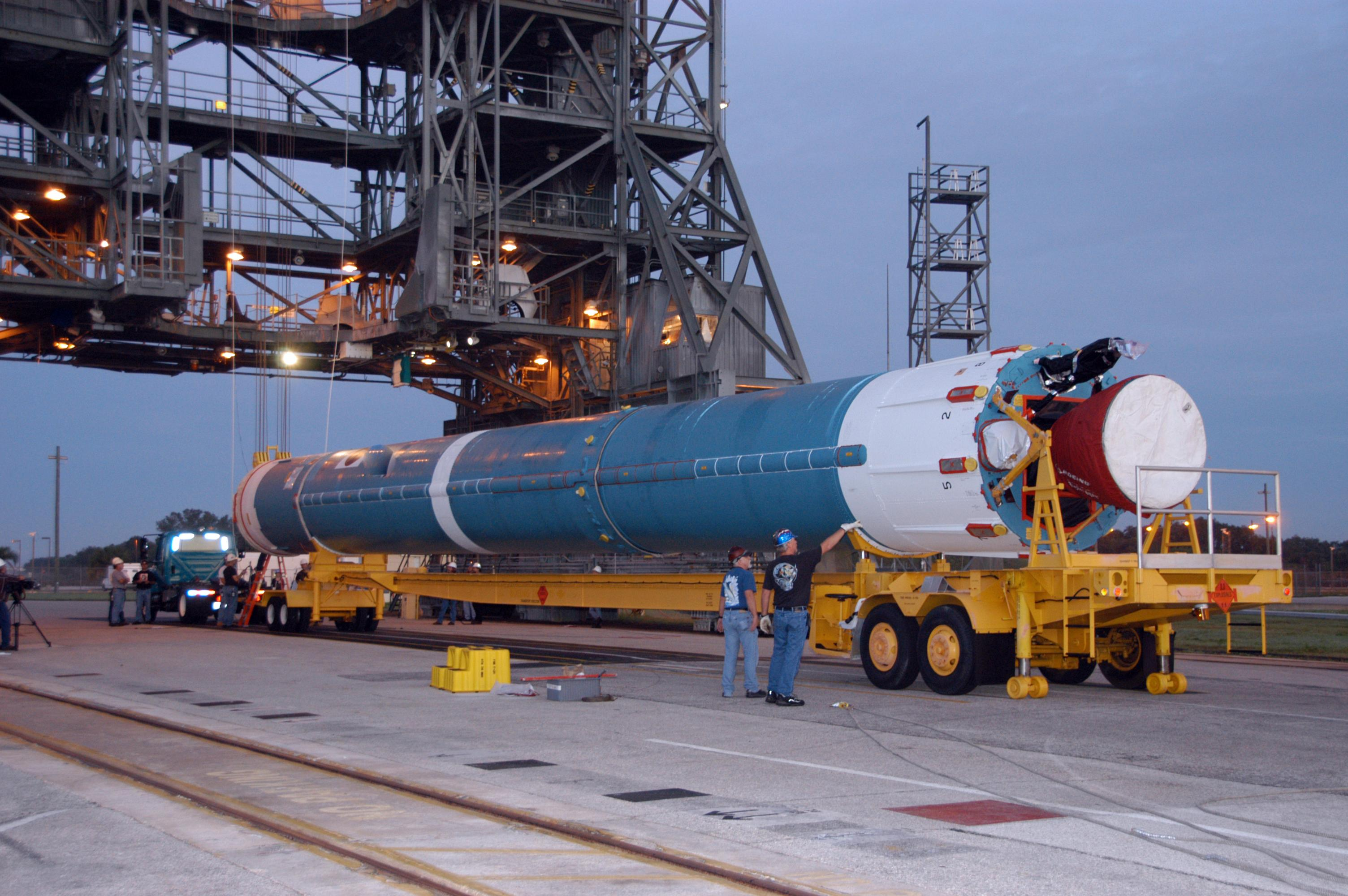
Premier étage Thor XLT utilisé depuis la version 6000.

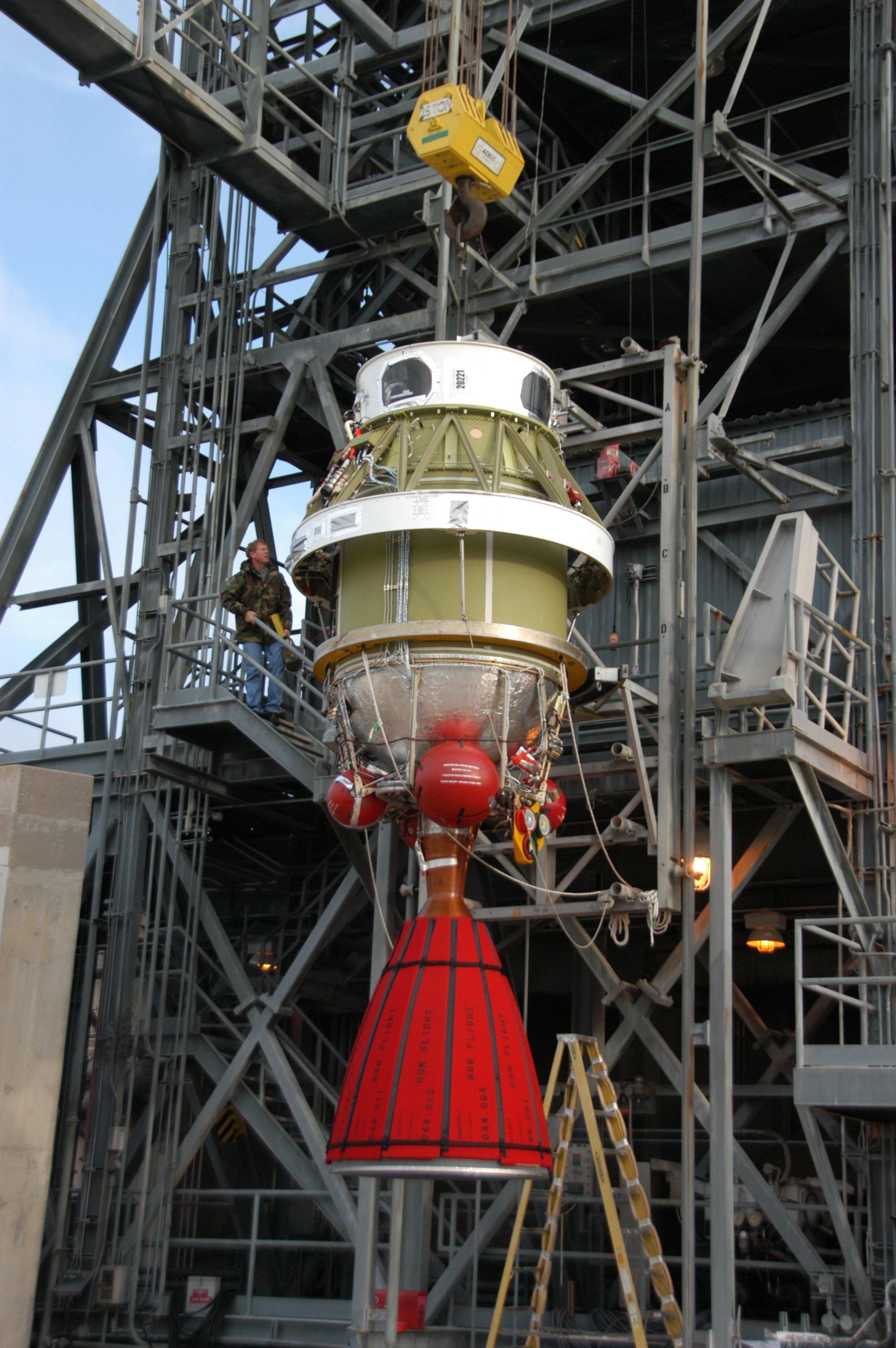
Le deuxième étage Delta est hissé pour l'assemblage d'un lanceur Delta II (2007).

#### Nouveau système de désignation
Le système de codification à base de lettre adopté pour désigner les versions du lanceur est abandonné au profit d'un système plus rationnel reposant sur une codification à quatre chiffres qui le remplace à compter de 1971 :
- le premier chiffre est incrémenté à chaque nouvelle version du premier étage Thor ou des propulseurs d'appoint. Les Delta L/M/N dotés du premier étage Thor allongé LTT reçurent le numéro 0 ;
- le deuxième chiffre désigne le nombre de propulseurs d’appoint Castor généralement neuf. Lorsqu’il y en a neuf, six sont allumés au décollage et trois sont mis à feu une minute plus tard. Lorsque le lanceur n’a que trois ou quatre propulseurs d’appoint, tous sont allumés au décollage ;
- le troisième chiffre désigne la version du deuxième étage Delta. L'étage Delta F se voit attribuer la valeur 0 ;
- le quatrième et dernier chiffre caractérise le troisième étage : trois pour l'étage Burner propulsé par un TE-364-3 et quatre lorsque le moteur est un TE-364-4[7].

#### L'introduction de l'étage Thor ELT
La première version utilisant la nouvelle numérotation, les lanceurs Delta 0000 (5 vols 1972-1973) est une évolution mineure de la Delta M : le deuxième étage est légèrement plus performant et le nombre maximum de propulseurs d'appoint passe à neuf. Les Delta 1000 (sept vols 1972-1975) inaugurent un nouvel étage Thor dit « Extended Long Tank » (ELT), plus long de un mètre et emportant 14 tonnes d'ergols supplémentaires. Le deuxième étage Delta utilise sur certains lanceurs de cette série le moteur de l'étage de remontée du module lunaire Apollo, beaucoup plus moderne, qui sera par la suite généralisé. Une nouvelle version du troisième étage est également introduite avec cette version. D'anciennes versions des 2e et 3e étages furent également utilisées. La série 1000 se caractérisa donc par un grand nombre de variantes reflétées par  le système de numérotation : Delta 1604, 1913, 1914, 1900, 1910. Les Delta 1000 pouvaient placer 1 835 kg sur orbite basse et 680 kg sur orbite de transfert.

#### Règne du lanceur Delta sur le marché des satellites des télécommunications (1976-1981)
Le premier étage Thor de la Delta 2000 (1976-1981) utilise un nouveau moteur plus puissant (932 kN au lieu de 735 kN) et doté d'une meilleure impulsion spécifique dérivé du moteur H-1 mis au point pour la fusée Saturn I. À partir de cette version, le diamètre extérieur du lanceur est constant de bout en bout de 2,44 mètres lui donnant l'apparence d'un crayon qu'il conservera par la suite. La Delta 2000 est la plus longue série (45 vols) de lanceurs Delta produits jusqu'à cette date. Particulièrement fiable, elle règne à l'époque sur le marché mondial des satellites de télécommunications et ses caractéristiques vont inspirer les concepteurs de la fusée Ariane 1 qui souhaitent également s'attaquer à ce marché.

#### Un marché moins favorable pour le lanceur Delta (1975-1989)
Les Delta 3000 (38 vols 1975-1989) devaient être la dernière version de la famille Delta puisqu'il était prévu que la navette spatiale américaine prenne en charge par la suite tous les lancements de satellites. Cette version était caractérisée par de nouveaux propulseurs d'appoint Castor 2,5 fois plus lourds que la version précédente permettant une poussée à la fois plus importante et plus longue. L'introduction d'un nouveau deuxième et troisième étage nettement plus performants en cours de vie de cette version permirent aux 3000 de lancer jusqu'à 1,27 tonne en orbite de transfert. Mais, malgré ces performances nettement améliorées, la Delta ne peut plus lancer les satellites de télécommunications Intelsat, dont le poids a cru rapidement : ceux-ci sont désormais lancés par des fusées Atlas, tandis que le lanceur européen Ariane gagne des parts de marché. Le nombre de lancements baisse nettement, affectant la rentabilité des Delta. Reflétant cette dégradation, le prix du lancement par une Delta passe de 17 millions de dollars en 1979 à 35 millions en 1983.

#### Delta 4000, 5000 et 6000 versions de transition (1989-1992)
Les Delta 4000 et 5000 (1989-1990) sont des versions de transition puisqu'elles ne comptent que deux vols pour la première et un vol pour la seconde. Toutes les deux se distinguent de la version précédente par un propulseur d'appoint légèrement plus performant dans le vide. La série 4000 utilise une ancienne version de l'étage Thor, sans doute pour faire face à la pénurie de lanceurs créée par l'arrêt des chaînes de fabrication du lanceur brutalement remis en question par l'accident de la navette spatiale Challenger (1986). La 5000 reprend la version de l'étage Thor utilisé par les Delta 3000.
L'arrêt des lancements de satellite par la navette spatiale consécutive à l'accident posa par ailleurs problème pour certains satellites construits en fonction des capacités de lancement de celle-ci. La Marine Nationale américaine était particulièrement touchée avec sa série de satellites de navigation Navstar trop lourds pour pouvoir être lancés par les Delta alors en production. Les Delta de la série 6000 (17 vols 1989-1992) sont une version intermédiaire en attendant la production de la version Delta II conçue pour répondre pleinement aux attentes des militaires. La Delta 6000 utilise une nouvelle version de l'étage Thor allongée de 3,66 m (Extra Extended Long Tank ou XLT) et dispose en option d'une coiffe de 3,05 mètres de diamètre alternative à la coiffe normale de 2,44 mètres. Ce modèle du lanceur peut placer en orbite basse 3 981 kg et en orbite de transfert 1441 kg.

### Delta N japonaises (1969-1986)
Depuis la fin de la Seconde Guerre mondiale, le Japon bénéficie, dans le cadre des relations très particulières qu'il entretient avec les États-Unis, d'une assistance technologique importante de ce pays. C'est dans ce contexte que, en 1969, l'agence spatiale japonaise, la NASDA, passe un accord de fabrication sous licence des lanceurs Delta avec son constructeur Douglas Aircraft. Jusque-là, le Japon n'avait construit que des fusées à propergol solide et cette stratégie doit permettre à l'astronautique japonaise d'acquérir la maitrise de la propulsion à ergols liquides. Deux versions de la Delta sont construites au Japon par la société Mitsubishi : la N-I qui est l'équivalent du modèle Delta L américain et la N-II analogue à la Delta 1915. Tous les satellites lancés par ces fusées sont japonais : la Delta japonaise ne fera jamais concurrence aux lanceurs américains, car il y aura toujours un décalage d'au moins cinq ans entre la mise en service des versions dans les deux pays. Par ailleurs, le Japon ne cherche pas à attaquer le marché commercial des satellites de télécommunications, contrairement à l'Europe qui devra développer de manière indépendante son propre lanceur pour avoir les mains libres dans ce domaine.
Les moteurs et l'électronique des premiers exemplaires de la N-1 sont fabriqués aux États-Unis puis l'ensemble du lanceur est réalisé au Japon. Le moteur du deuxième étage est de conception japonaise. La N-1, qui peut lancer 360 kg sur une orbite de transfert géostationnaire, est lancée à 9 reprises entre 1975 et 1982 et ne connait aucun échec. La N-2 qui peut lancer 730 kg sur une orbite de transfert géostationnaire, effectue 8 vols tous réussis entre 1981 et 1986. Le modèle suivant, lancé pour la première fois en 1986, reprend les propulseurs à poudre et le premier étage de la Delta mais utilise un deuxième étage de conception entièrement japonaise dont le moteur consomme de l'hydrogène et de l'oxygène liquide. Beaucoup plus puissante que le modèle original américain, la H-I permet de placer en orbite de transfert 1,1 tonne. Le successeur de la H-I, le lanceur H-II, n'a plus aucun point commun avec les Delta et consacre la maitrise de la technologie des lanceurs par le Japon.

## Delta II (1990-2018)

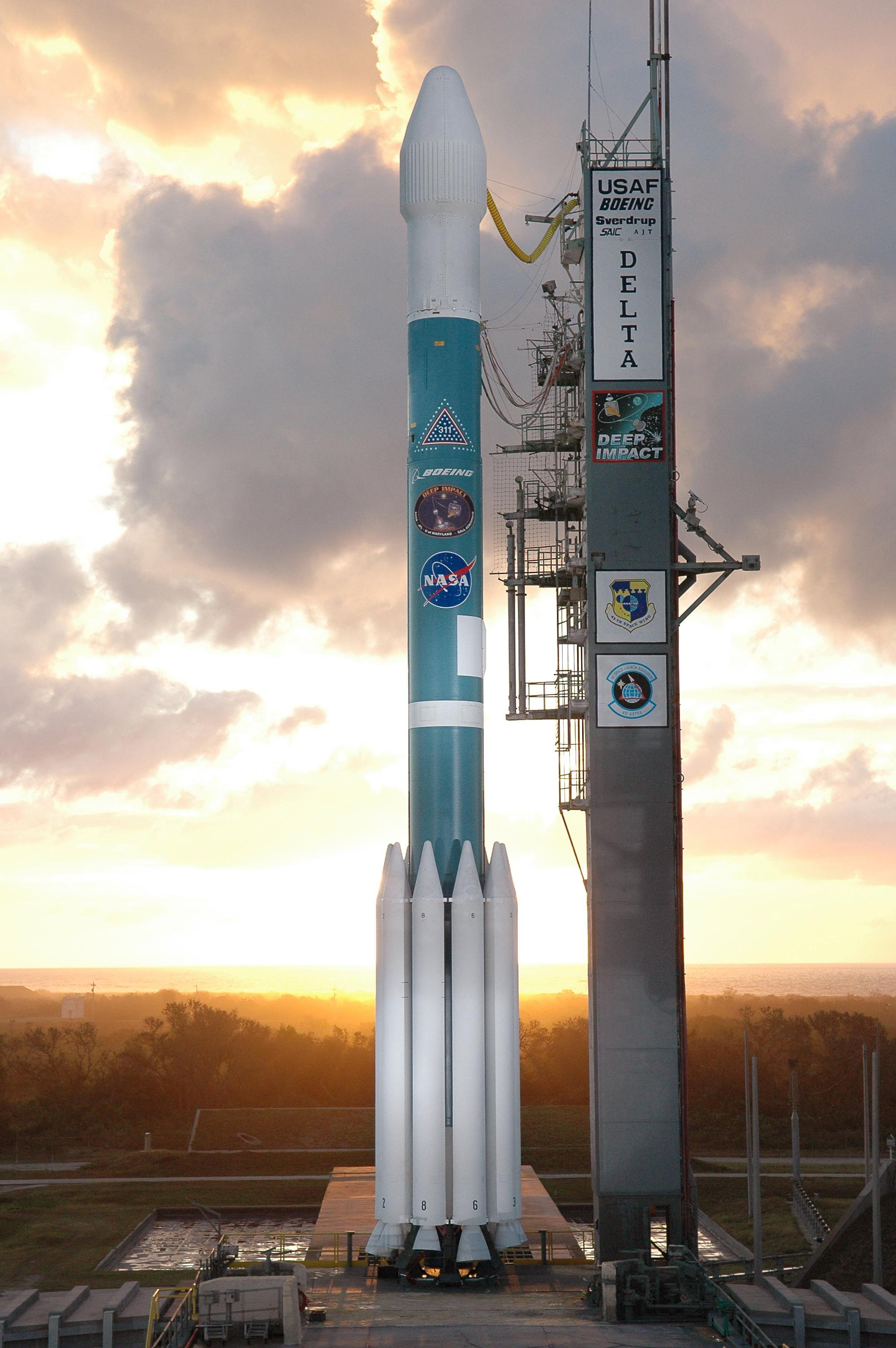
Le Delta II 7925 (lancement de Deep Impact).

La Delta II ou Delta 7000 (1990-2018) est conçue pour répondre aux besoins des militaires américains en prenant le relais de la navette spatiale américaine clouée au sol après l’accident de la navette spatiale Challenger. Son premier vol remonte à 1990. Désormais le marché des satellites de télécommunications en orbite géostationnaire, trop lourds, échappe au lanceur et celui-ci va se concentrer sur le marché des satellites militaires américains et celui, malheureusement fugace, des constellations de satellites de télécommunications en orbite basse (Iridium). La Delta II est également systématiquement utilisée par la NASA pour le lancement de ses sondes spatiales, en particulier à destination de Mars, ainsi que de ses satellites scientifiques.
Les différences par rapport à la version 6000 qu'elle remplace sont initialement relativement mineures : un propulseur d'appoint transportant 10 % d'ergols supplémentaires et le moteur du premier étage Thor plus puissant et doté d'une impulsion spécifique plus importante. À compter de 2003, une version plus puissante (Heavy), dotée de propulseurs d'appoint encore plus gros, est proposée. La coiffe la plus petite d’un diamètre identique à celle du lanceur (2,44 mètres) n’est plus utilisée. La coiffe de taille intermédiaire a un diamètre de 2,9 mètres et est construite en aluminium. La coiffe de 3 mètres de diamètre est réalisée en matériau composite. Il en existe une version courte et une version longue. La Delta II est commercialisée dans plusieurs versions qui diffèrent par le nombre d’étages (deux ou trois), le nombre de propulseurs d’appoint (trois, quatre ou neuf) et la puissance de ceux-ci.
Haute de 39 mètres et d’un diamètre de 2,44 mètres la Delta II a une masse comprise, selon le modèle, entre 152 tonnes et 232 tonnes (286 tonnes pour la version Heavy). Selon sa configuration, le lanceur peut placer de 2,7 à 6,1 tonnes en orbite basse et de 900 à 2170 kg en orbite de transfert géostationnaire (GTO). Dans sa version la plus puissante (Heavy), elle peut placer une sonde spatiale de 1,5 tonne sur une trajectoire interplanétaire et 1,2 tonne vers Mars. C’est un lanceur particulièrement fiable avec 137 lancements réussis sur 139 (actualisé en novembre 2009) pour la série 7000 (153 sur 155 en incluant la série 6000).
La Delta II, comme les versions précédentes, est développée par McDonnell Douglas avant que sa fabrication ne soit reprise par Boeing qui en a cédé par la suite la réalisation à United Launch Alliance (ULA) (décembre 2006).

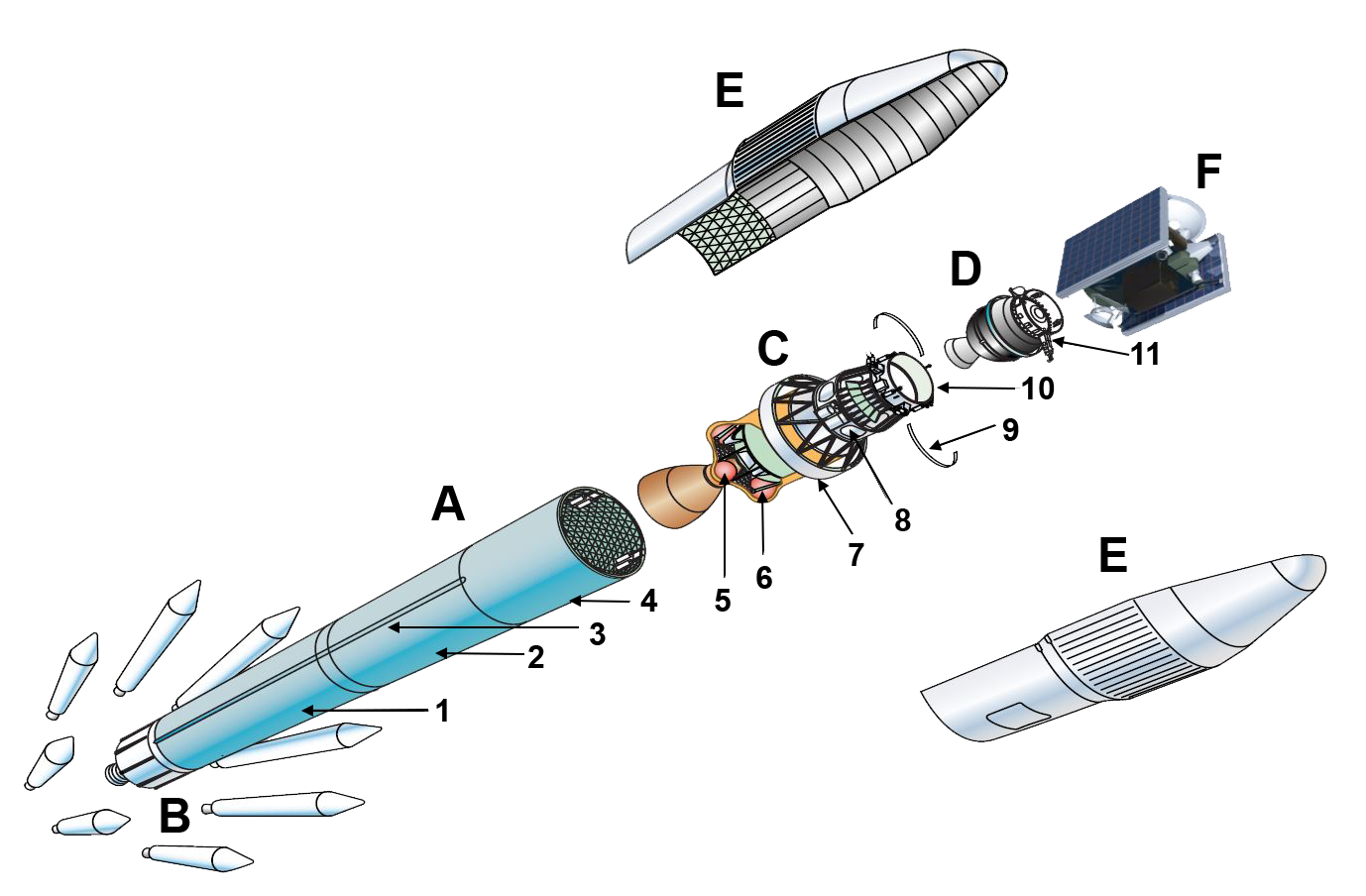
Schéma du lanceur : A : premier étage – B : propulseurs d'appoint à propergol solide – C : second étage – D : troisième étage à propergol solide (optionnel) – E : coiffe – F : charge utile (ici sonde spatiale Dawn) – 1 : réservoir d'oxygène – 2 : réservoir de kérosène – 3 : gouttière pour le câblage – 4 : jupe de liaison inter-étages – 6 : réservoir d'azote – 7 : réservoir d'hélium – 8 : électronique de guidage – 9 : bande de séparation du troisième étage – 10 : table de mise en rotation – 11 : système de fixation de la charge utile.

### Fin des lanceurs dérivés du missile Thor: retrait de la fusée Delta II (2018)
Le contrat d'achat des Delta II avec l'Armée de l'Air américaine pour le lancement des satellites GPS prend fin le 17 août 2009, avec la mise en orbite du dernier satellite de la série 2R. L'armée se tourne désormais vers les lanceurs EELV (Delta IV, Atlas V), plus flexibles et plus puissants, pour lancer les satellites GPS suivants. Boeing, le constructeur de la Delta II, perd ainsi un donneur d'ordre important, qui avait largement contribué au succès du lanceur (48 lancements de satellites GPS depuis 1990). À la suite de l'expiration de son contrat avec l'Armée de l'Air américaine, ULA cesse de maintenir les deux sites de lancement de Delta II situés à Cape Canaveral, prestation qui lui était imposée par les militaires. La NASA, l'autre donneur d'ordre majeur de la Delta II (un tiers environ des lancements de Delta II), doit désormais prendre en charge les frais fixes assumés jusque là par l'Armée de l'Air (maintenance des complexes de lancement) et faire face à une augmentation des prix découlant de la baisse des volumes de fusées produites qui limite de l'effet d'échelle au niveau de la chaine de fabrication. L'impact sur le coût du lanceur place celui-ci au même niveau que les lanceurs Atlas V et Delta IV beaucoup plus puissants. La NASA décide en conséquence à son tour d'abandonner la Delta II,. 
En 2008, ULA, la structure qui commercialise le lanceur, dispose encore d'une demi-douzaine de fusées Delta II assemblées et invendues. En août 2009, la NASA annonce qu'elle pourrait utiliser certains des lanceurs Delta II assemblés. Le 16 juillet 2012, l'agence sélectionne la fusée pour lancer ses satellites Soil Moisture Active Passive (SMAP), Orbiting Carbon Observatory-2 (OCO-2) et Joint Polar Satellite System-1 (JPSS-1). Le dernier vol de la Delta II a lieu le 15 septembre 2018 et place en orbite le satellite ICESat-2. Ce lancement marque la fin de l'utilisation des lanceurs Delta dérivés du missile balistique Thor dont 381 exemplaires ont volé depuis 1960. Plus généralement, il s'agit de la dernière fusée américaine dont le premier étage dérive des missiles balistiques conçus dans les années 1950 qui comprenaient également les fusées Thor (dernier vol en 1976), Atlas (2005) et Titan (2005). Les lanceurs Delta IV et Atlas V ne se rattachent pas à ces familles car ils disposent d'un premier étage entièrement nouveau.

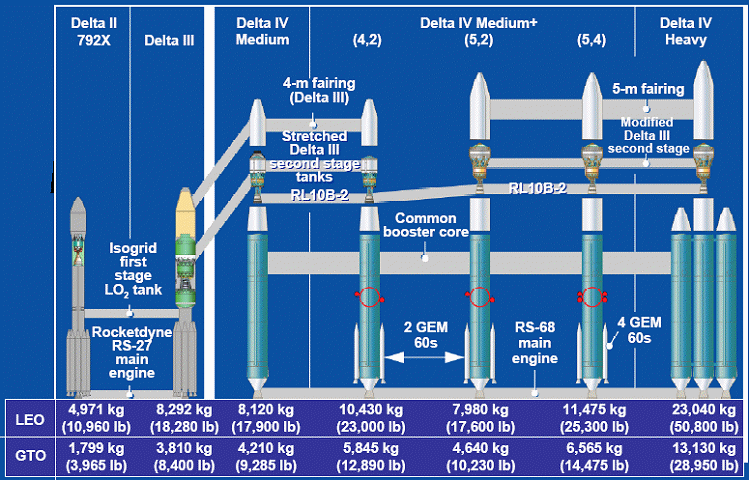
Schéma des lanceurs Delta de la Delta II à la Delta Heavy.

## Delta III: le deuxième étage DCSS remplace le Delta

Schéma de la fusée Delta III.

### Contexte
En 1993, à la faveur du rachat de Douglas, le constructeur de la Delta, par Boeing, le deuxième étage Delta est abandonné au profit du Delta Cryogenic Second Stage, un étage beaucoup plus performant dérivé du Centaur. Ce dernier, mis au point en 1965 et particulièrement performant grâce au recours à un mélange oxygène/hydrogène, est utilisé depuis sa mise au point par les lanceurs Atlas et depuis 1977 par les lanceurs Titan. Boeing est également le constructeur du Centaur, ce qui a sans doute contribué à franchir le pas pour la Delta. La nouvelle version du lanceur doit permettre de repositionner le lanceur sur le marché des satellites géostationnaires. Par ailleurs, la Delta à force de multiplier les versions pour répondre aux attentes en effectuant le minimum d'investissements est devenu un lanceur complexe aux coûts opérationnels élevés : la nouvelle version doit également remédier à cela. L'investissement est pré-financé par une commande géante passée par le constructeur Hughes pour le lancement de 16 de ses satellites de télécommunications géostationnaires. Dans sa nouvelle configuration la Delta n'a plus besoin de 3e étage. La charge utile du nouveau lanceur baptisé Delta III (8930 selon l'ancienne codification) est pratiquement doublée (3,8 tonnes en GTO) alors que la masse du lanceur n'augmente que de 30 %.

### Caractéristiques techniques
L'étage Delta Cryogenic Second Stage utilisé est en fait une version modifiée du Centaur pour la Delta III. Le moteur fournit une poussée supérieure de 10 %, l'impulsion spécifique est également plus importante grâce à une tuyère plus longue qui se déploie après séparation du 1er étage. La Delta III utilise également 9 nouveaux propulseurs d'appoint à poudre qui emportent chacun 19 tonnes d'ergols supplémentaires : 6 sont mis à feu au décollage et 3 en vol après l'extinction des premiers. Le premier étage est toujours un Thor XLT mais avec un réservoir de RP-1 au diamètre porté à 4 mètres au lieu de 2,4 m : la longueur du 1er étage est ainsi réduite à 20 m au lieu des 26,5 m de la Delta II. Cette modification ajoutée au diamètre important de l'étage supérieur (4,4 mètres) donne une silhouette bien particulière au nouveau lanceur. Pour les missions interplanétaires, un troisième étage à poudre Star 48 est disponible en option. La coiffe particulièrement volumineuse (4 mètres de diamètre et 8.9 mètres de long) permet de lancer une ou deux charges utiles.

### Lancements
Le premier tir a lieu en août 1998. À la suite d'une erreur du logiciel de pilotage durant la première phase de vol, la trajectoire de la fusée ne peut plus être contrôlée et la destruction du lanceur est déclenchée. Le deuxième vol en mai 1999 est également un échec : le second étage s'est arrêté prématurément et le satellite ne peut atteindre l'orbite géostationnaire. Hughes qui vient de perdre deux satellites annule sa commande. Le troisième vol, en août 2000, qui emporte une charge utile factice, est un demi-succès : une orbite inférieure à celle visée est atteinte.

### Fin prématurée du lanceur
Mais plusieurs facteurs vont entrainer l'abandon du lanceur peu après ce tir : la mauvaise image du lanceur à la suite de ses débuts tumultueux, l'effondrement du marché des lancements commerciaux au début des années 2000 mais surtout les investissements massifs de son constructeur Boeing (plusieurs centaines de millions de US$) dans la société Sea Launch qui utilise la fusée ukrainienne Zenit plus puissante et qui a déjà deux succès à son actif. En 2000, Boeing a racheté le constructeur de satellites Hughes Space & Communications qui génère de confortables revenus alors que les marges bénéficiaires dégagés par les lancements sont faibles surtout avec la concurrence des fusées russes. Par ailleurs, Boeing a décidé de participer au programme Evolved Expendable Launch Vehicle (EELV) dont l'objectif est de développer un nouveau lanceur pour les besoins militaires américains et la société compte sur ce projet pour revenir sur le marché avec une fusée plus compétitive. En mai 2001, le carnet de commandes des Delta III ne comprend que cinq lancements tous programmés après 2003 et Boeing annonce le retrait du lanceur après son 20ème tir puis en janvier 2002 après son 9ème tir. Finalement après le tir réussi en novembre 2002 de la Delta IV développé dans le cadre du programme EELV, Boeing décide de renoncer aux lancements programmés et de retirer la Delta III. Certains composants déjà fabriqués seront réutilisés pour fabriquer des Delta II et Delta IV.

## Lanceur EELV Delta IV

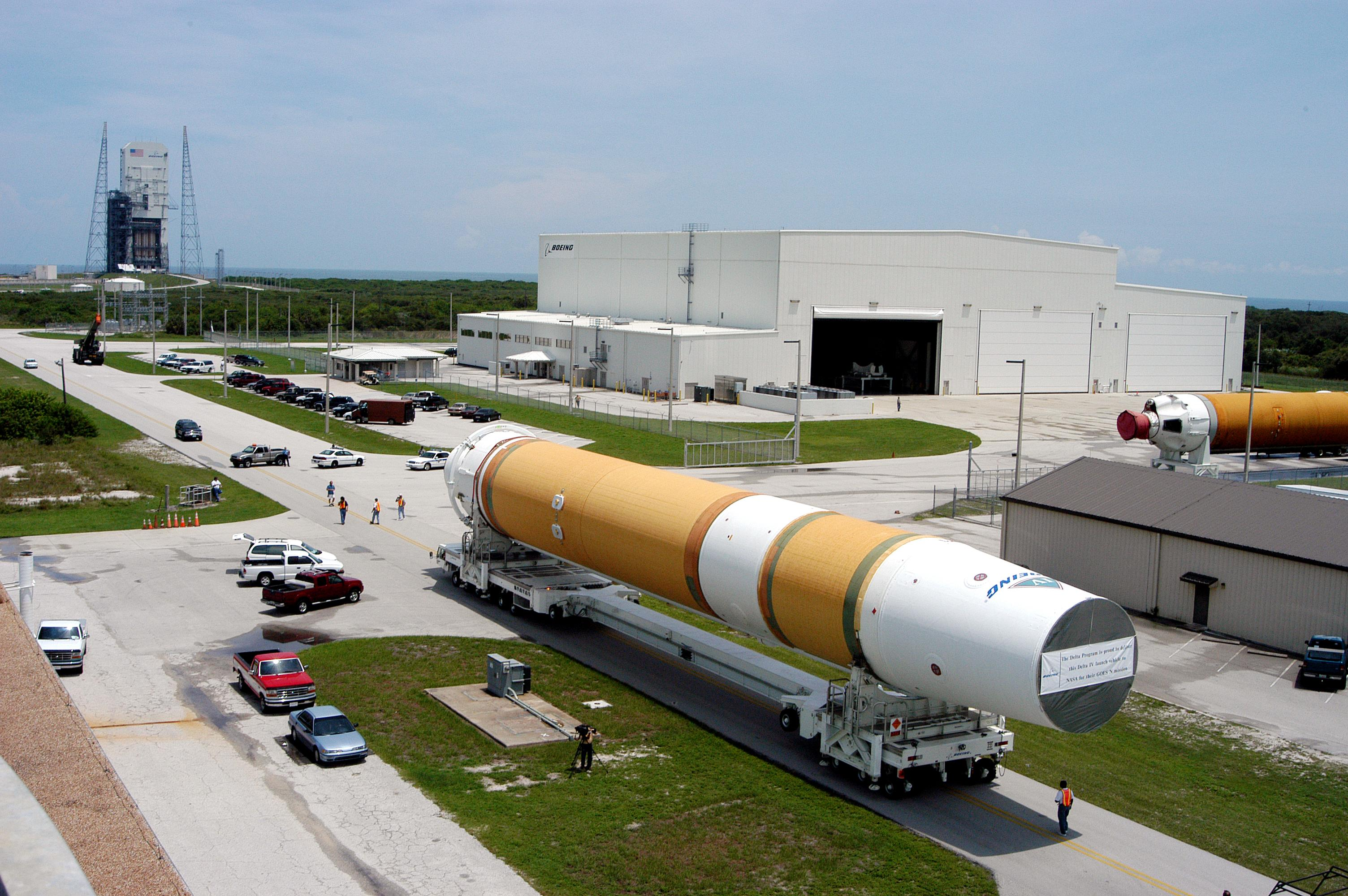
Premier étage de la Delta IV à Cap Canaveral (2007). En arrière-plan à droite le bâtiment d'assemblage horizontal (HIF) et au fond la tour de lancement mobile.

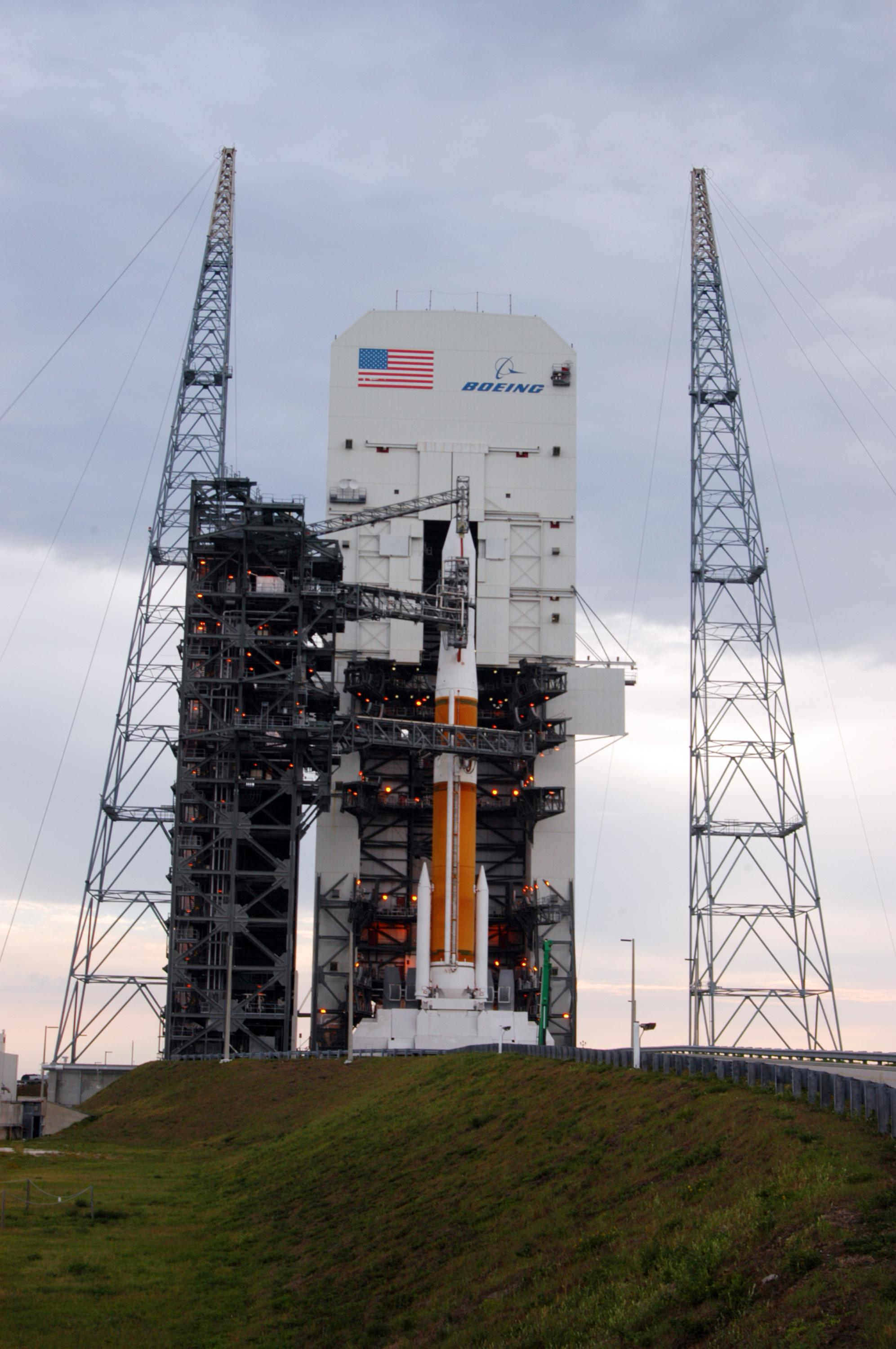
Les installations sur l'aire de lancement : tour de lancement mobile, mat ombilical fixe (à gauche) et mats paratonnerre.

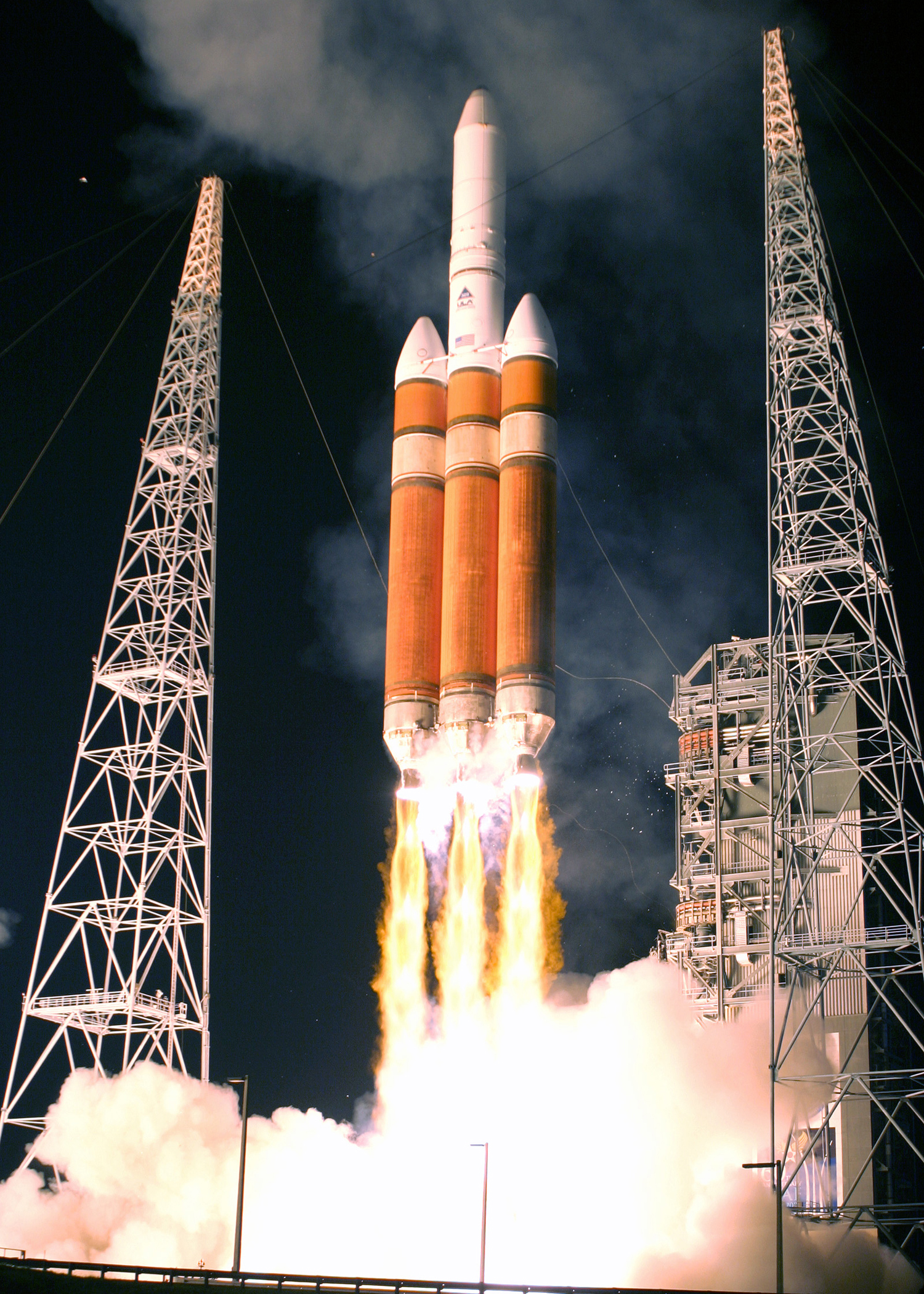
Lancement d'une Delta IV Heavy (2007).

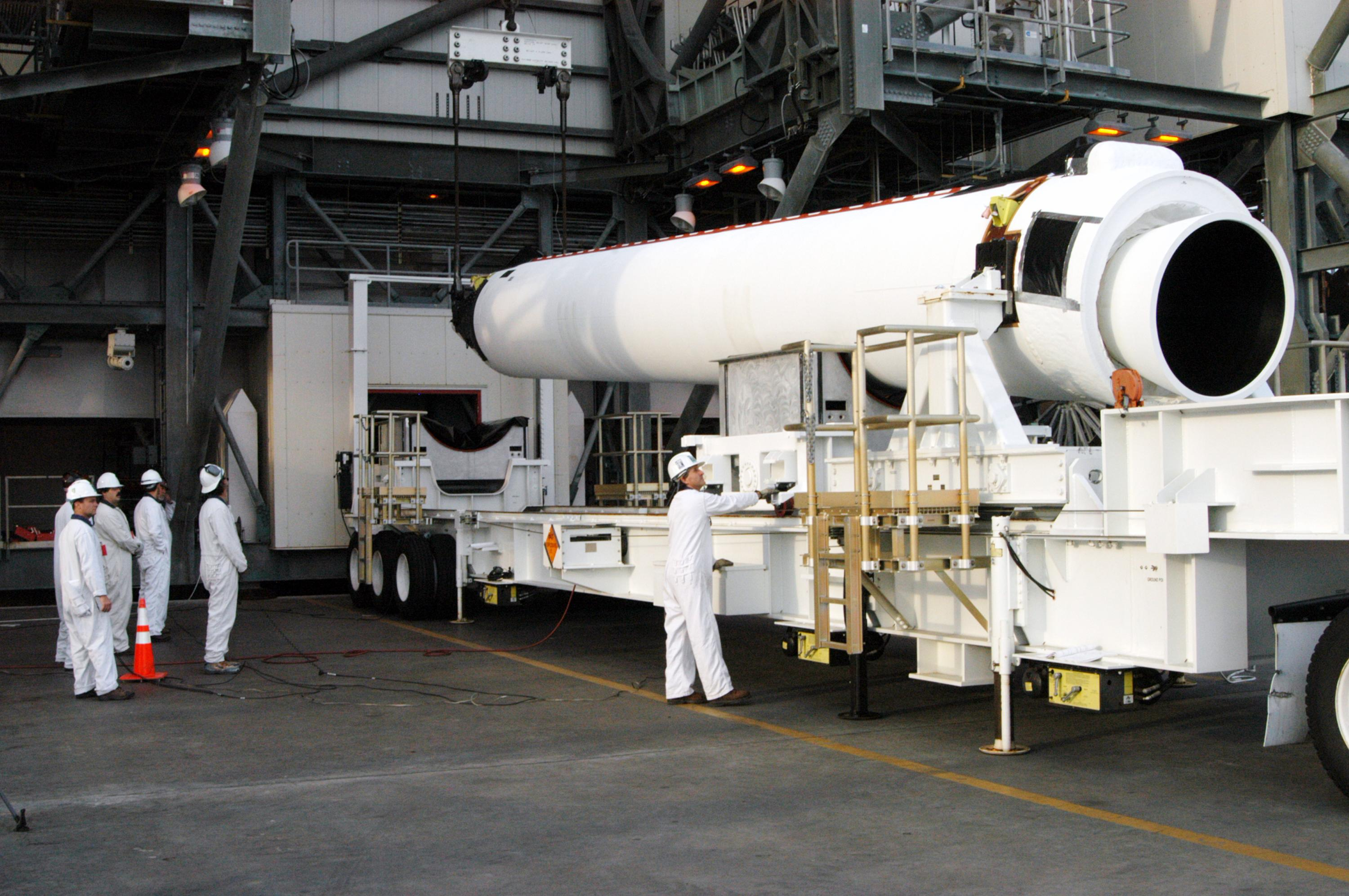
Un propulseur d'appoint Gem-60 avant assemblage sur une Delta IV.

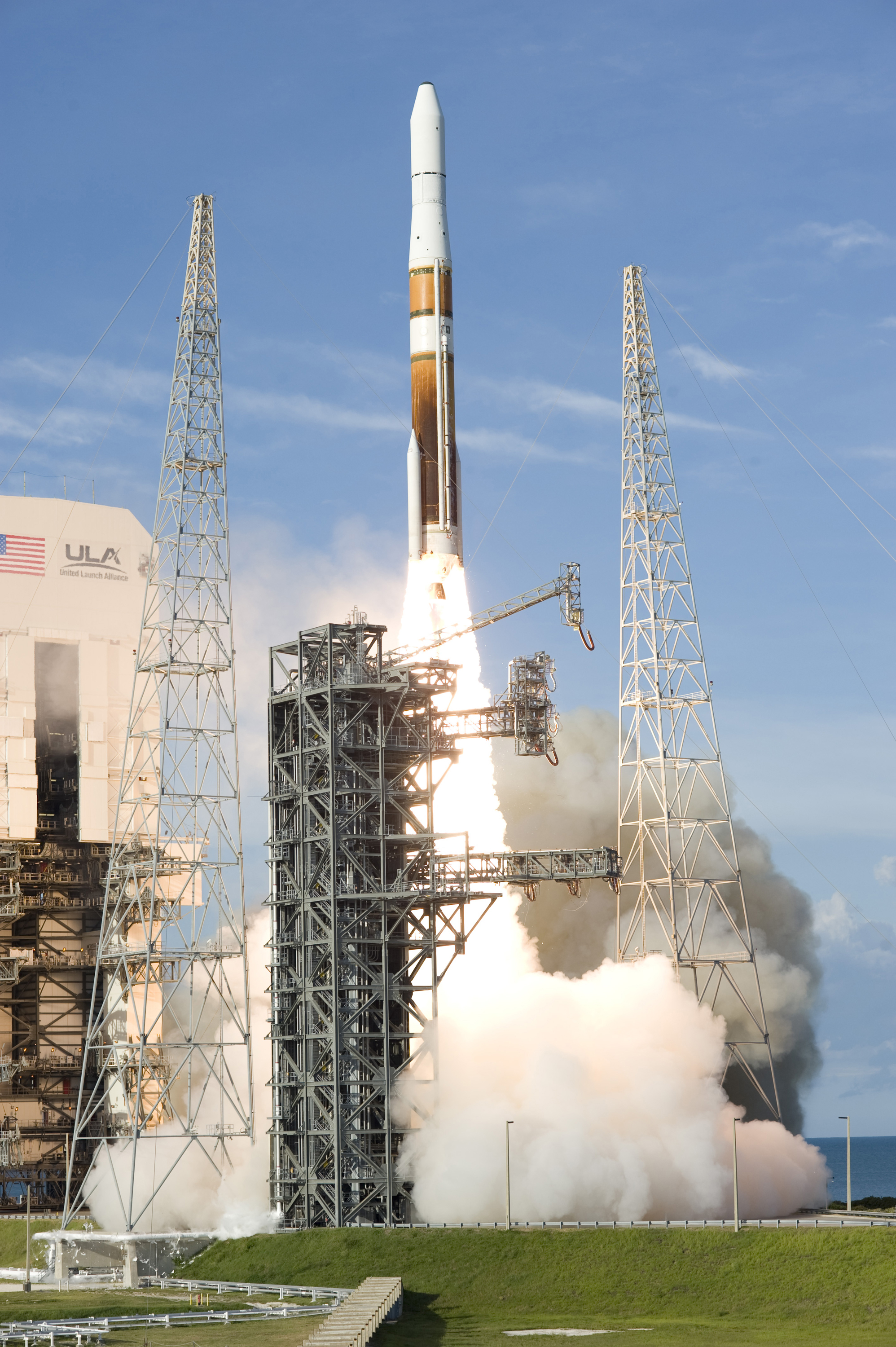
Lancement d'une Delta IV medium.

La Delta IV est la dernière version de la famille Delta. Elle n'a plus aucun point commun avec le lanceur originel Thor Delta. Son premier tir a eu lieu en 2002.

### Contexte: l'appel d'offres pour l'Evolved Expendable Launch Vehicle
Après plusieurs tentatives avortées, l'Armée de l'Air américaine décide de lancer un appel d'offres pour la réalisation d'un lanceur qui doit remplacer à la fois les lanceurs moyens et lourds - Delta, Atlas et Titan IV - utilisés par les différentes agences gouvernementales (dont l'Armée de l'Air et la NASA) pour lancer satellites et sondes spatiales. L'objectif est de disposer d'un lanceur moins coûteux, couvrant bien les besoins et offrant des interfaces standardisées pour l'intégration des satellites. La solution doit s'appuyer sur des solutions techniques à la fois avancées et éprouvées. Le futur lanceur désigné sous le sigle Evolved Expendable Launch Vehicle (EELV) et le dispositif de lancement (qui est inclus dans l'appel d'offres) doivent permettre d'abaisser les coûts en partie grâce à la reconquête du marché des satellites commerciaux. Mais le cahier des charges rend cet objectif difficilement tenable car les performances attendues ne permettent de toucher que 42 % du marché commercial.
L'appel d'offres est lancé en 1995 et 4 sociétés y répondent : Alliant, Boeing, McDonnell Douglas constructeur des Delta ainsi que Lockheed Martin constructeur des Atlas et Titan. Une première sélection désigne en 1996 comme finalistes Lockheed Martin et McDonnell Douglas. Les deux concurrents disposent de 18 mois pour le deuxième tour. Boeing rachète McDonnell Douglas en 1997 et se retrouve donc finaliste. La société propose une version complètement refondue de son lanceur Delta, la Delta IV. En 1997, l'Armée de l'Air décide finalement de retenir les deux finalistes pour ne pas se retrouver face à un fournisseur unique. En 1998, la première tranche de lanceurs est attribuée : 19 lancements sont accordés à Boeing et 9 lancements à Lockheed Martin pour une somme totale de 2 milliards de $. Mais en 2003, une enquête révèle que Boeing a dérobé des documents confidentiels de son concurrent susceptibles d'avoir faussé la compétition et le nombre de lanceurs commandé à Boeing est par mesure de rétorsion réduit à 12 (entre autres mesures), le solde devant être construit par son concurrent.

### Caractéristiques techniques de la Delta IV
Le nouveau lanceur Delta IV n'a plus aucun point commun avec les précédentes versions :
- Jusque-là, tous les lanceurs Delta ont utilisé l'étage Thor régulièrement amélioré tout en conservant son diamètre de 2,4 mètres et son moteur lui-même régulièrement optimisé). La Delta IV abandonne l'étage Thor au profit d'un nouvel étage de 5 mètres de diamètre, le CBC (Common Booster Core), propulsé par un moteur RS-68 dérivé de celui de la navette spatiale consommant hydrogène et oxygène. Par rapport à l'original, le RS-68 a été simplifié pour abaisser son coût de fabrication. Sa puissance (3 312 kN) permet au lanceur de décoller dans sa version la moins lourde sans propulseur d'appoint.
- Le deuxième étage repose sur une version modifiée de l'étage Delta Cryogenic Second Stage de la Delta III. Le moteur, optimisé par rapport à celui de la Delta III, peut être rallumé jusqu'à 15 fois. L'étage est proposé dans deux diamètres 4 mètres et 5 mètres contenant respectivement 20 et 27 tonnes d'hydrogène et d'oxygène liquide.
- La coiffe est disponible en 2 diamètres (4 et 5,13 mètres) et 4 longueurs de 11,7 à 19,8 mètres.
- Pour les missions interplanétaires, un troisième étage à ergol solide (le PAM-D) est proposé.

### Versions
Le lanceur est décliné en deux sous-familles : les Delta-IV Medium et le lanceur lourd Delta IV Heavy.
La sous-famille des Delta IV Medium peut comporter au choix un deuxième étage de 4 ou 5 mètres de diamètre et 0, 2 ou 4 propulseurs d'appoint à poudre. En fonction de sa configuration, cette version peut lancer de 3,96 à 6,57 tonnes sur orbite de transfert géostationnaire (GTO). Une version moins puissante dite « Lite », utilisant les étages supérieurs de la Delta II  et permettant de placer 2,2 tonnes sur orbite de transfert géostationnaire, a été étudiée mais n'a jamais été développée. La Delta IV Medium a des capacités similaires à celles de l'Ariane 5 mais Boeing a révisé son coût de fabrication à la hausse de 95 à 230 millions de $, un prix trop élevé pour que le lanceur puisse concurrencer la fusée européenne. Le premier lancement a eu lieu en 2002 et en novembre 2009 le lanceur comptait 7 vols tous réussis.
La Delta IV Heavy est destinée à reprendre le rôle du lanceur lourd Titan IV et peut lancer 22 tonnes en orbite basse, 13 tonnes en orbite de transfert géostationnaire ou 8 tonnes vers Mars. Elle comprend un premier étage CBC similaire à celui utilisé sur la version Medium encadré de deux autres CBC servant de propulseurs d'appoint. Au lancement, les trois moteurs sont poussés à leur puissance maximum (102 %) puis après 50 secondes la puissance du moteur central est ramenée à 58 %. Au bout de 235 secondes, la puissance des propulseurs d'appoint est également ramenée à 58 % pour ne pas dépasser les 5 g d'accélération. Peu de temps après, les propulseurs d'appoint sont largués et le moteur du premier étage est de nouveau poussé à 102 %. Le premier lancement de la Delta IV en décembre 2004 est intervenu après une très longue période de mise au point et a été un demi succès du fait de l'arrêt prématuré des moteurs. Depuis, le lanceur n'a connu aucun échec.

### Assemblage et lancement
Avec la Delta IV, Boeing abandonne les sites de lancement utilisés depuis les débuts de la Thor Delta : à la base de Cap Canaveral en Floride, l'ancienne aire de lancement des Saturn I et Saturn IB (l'aire 37) est convertie pour le nouveau lanceur. À Vandenberg sur la côte ouest, le constructeur aménage l'aire SLC-6 édifiée pour le lancement du laboratoire spatial militaire MOL, projet avorté des années 1960.
L'assemblage du lanceur sur l'aire de lancement, de mise sur tous les lanceurs Delta, est abandonné : désormais le lanceur est en partie monté et testé dans un bâtiment d'assemblage à l'horizontale (Horizontal Integration Facility HIF) puis transféré sur l'aire de lancement et redressé à la verticale sur sa table de lancement. Une tour de lancement mobile (Mobile Service Tower MST), qui est éloignée avant le lancement, permet  d'achever le travail en particulier en fixant la charge utile au sommet du lanceur et les boosters à propergol solide s'ils sont nécessaires. Boeing espère ainsi abaisser de 2 ou 3 fois le temps de stationnement sur l'aire de lancement permettant d'accélérer le rythme des tirs.

### Échec de la reconquête du marché des satellites commerciaux
Au début des années 2000, le marché des satellites commerciaux a fortement régressé à la suite de l'éclatement de la bulle internet puis s'est stabilisé. Ce contexte ainsi qu'une mauvaise estimation des coûts du programme EELV a entrainé une révision à la hausse du budget exigé par les constructeurs pour construire les nouveaux lanceurs (13,3 Milliards de $). Boeing comme Lockheed Martin fabricant du lanceur concurrent Atlas V, face aux difficultés de commercialisation liées au coût de leurs produits et à la concurrence, ont pratiquement retiré leur lanceur du marché commercial. Les deux constructeurs se sont associés depuis 2006 au sein de l'United Launch Alliance pour mutualiser leurs moyens de production et de lancement et ainsi réduire les coûts. Boeing a officialisé en 2004 le retrait de la Delta III, victime de ses problèmes de mise au point qui n'aura été lancée que 3 fois. Par ailleurs, Boeing conserve indirectement une part de marché dans le domaine des satellites commerciaux grâce à sa participation à hauteur de 40 % dans la société Sea Launch : cette société commercialise des lancements de satellites géostationnaires effectués par le lanceur ukrainien Zenit depuis une plateforme en mer. Toutefois la pérennité de Sea Launch est fortement compromise (2009) à la suite de difficultés financières générées entre autres par un échec au lancement en 2007.
Depuis son premier tir en 2002, la Delta IV a été utilisée 11 fois (chiffre fin 2009) dont 3 lancements de la version lourde, soit moins de 2 lancements par an. Les satellites lancés sont des satellites d'agences gouvernementales américaines (7 satellites militaires, 2 satellites météorologiques) et 1 satellite commercial de télécommunications Intelsat (premier tir de 2002). Contrairement à ce qui constitue la norme pour le lanceur Ariane, aucun tir double n'a été effectué. Le lanceur Delta II est tiré plus fréquemment. Ces quatre dernières années, le rythme des lancements s'établit en moyenne à 7 par an : la Delta II a lancé durant cette période 10 satellites scientifiques et 2 sondes spatiales de la NASA, 6 satellites d'observation généralement commerciaux, 1 satellite météorologique, 7 satellites GPS et 2 satellites militaires. Hormis 2 satellites d'observation italiens tous les satellites relèvent d'agences américaines.
| Année           | 2006 | 2006       | 2007 | 2007       | 2008 | 2008       | 2009 | 2009       | Coût lancement Millions $ | Coût/kg  |
| Lanceur         | tirs | satellites | tirs | satellites | tirs | satellites | tirs | satellites | Coût lancement Millions $ | Coût/kg  |
| --------------- | ---- | ---------- | ---- | ---------- | ---- | ---------- | ---- | ---------- | ------------------------- | -------- |
| Ariane V        | 5    | 10         | 6    | 12         | 6    | 11         | 7    | 12         | 220 M$ (ECA)              | 22 917 $ |
| Atlas V         | 2    | 2          | 3    | 5          | 2    | 2          | 5    | 6          | 125 M$ (501)              | 25 000 $ |
| Delta II        | 6    | 8          | 8    | 8          | 5    | 5          | 8    | 9          | 65 M$ (7920)              | 36 011 $ |
| Delta IV        | 3    | 3          | 1    | 1          | -    | -          | 3    | 3          | 170 M$ (Medium)           | 40 380 $ |
| Falcon 9        | -    | -          | -    | -          | -    | -          | -    | -          | 55 M$ (prévision)         | 12 115 $ |
| H-IIA           | 4    | 4          | 2    | 3          | 1    | 1          | 3    | 3          |                           |          |
| Longue Marche 3 | 3    | 3          | 6    | 6          | 4    | 4          | 2    | 2          | 60 M$ (3 A)               | 23 177 $ |
| Proton          | 6    | 6          | 7    | 7          | 10   | 10         | 8    | 10         | 100 M$ (M)                | 18 182 $ |
| Zenit           | 5    | 5          | 1    | 1          | 6    | 6          | 4    | 4          | 60 M$ (SLB)               | 16 666 $ |

### Retrait du lanceur et fin de la famille Delta

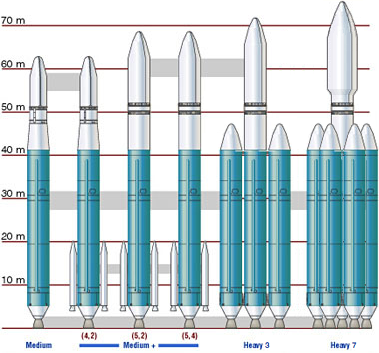
La famille Delta IV telle qu'envisagée en 2005. À droite, la Delta IV Ultra Heavy proposée pour le programme Constellation.

Boeing, le constructeur de la Delta IV, a proposé de développer une version lourde (Ultra Heavy) de son lanceur pour le programme Constellation qui pourrait placer 70 tonnes en orbite basse comme alternative au futur lanceur Ares V. Mais ce programme a été annulé en 2010.
Au début des années 2010, deux événements remettent en cause la position d'ULA sur le marché des lanceurs :
- L'apparition d'un concurrent, SpaceX, qui propose à des prix attractifs le lanceur moyen Falcon 9 et développe un lanceur lourd Falcon Heavy qu'il annonce vouloir commercialiser à un tarif qu'ULA ne peut égaler.
- Le lanceur Atlas V utilise pour son premier étage un moteur RD-180 très performant mais fourni par un constructeur russe. Le regain de tension entre les États-Unis et la Russie lié au conflit en Ukraine en 2014 s'est traduit par un embargo économique partiel. Dans ce contexte, le Congrès américain porte une appréciation négative sur le fait que le lancement de satellites jouant un rôle important dans la sécurité de la nation dépende d'un fournisseur russe.

À la suite de la certification de la Falcon 9 pour les lancements de satellites relevant de la sécurité nationale en 2015, les militaires américains renoncent à se fournir de manière exclusive auprès de ULA. ULA réagit à ces événements en lançant début 2015 le développement d'un nouveau lanceur baptisé Vulcan avec l'objectif de rétablir sa compétitivité vis-à-vis de ses concurrents et de mettre fin à sa dépendance vis-à-vis de son fournisseur russe. La Falcon 9 décroche peu après cinq des six lancements des satellites de navigation GPS (premier lancement en 2018) qui relevaient jusque là du monopole de ULA. En mars 2018, plusieurs lancements pour la période 2019-2021 pour une valeur de 645 millions de dollars sont attribués aux lanceurs Falcon 9 et Atlas V. Désormais, le retrait de la version de moyenne puissance du lanceur Delta IV est programmé pour 2019 tandis que la version la plus puissante Delta IV Heavy continuera à être utilisée jusqu'au début des années 2020 pour lancer les satellites militaires les plus lourds en attendant son remplaçant par la fusée Vulcan.
Le dernier vol du lanceur Delta IV (version Delta Heavy), qui a lieu le 9 avril 2024, marque la fin des lanceurs Delta qui ont joué un rôle central dans le développement du programme spatial américain depuis 60 ans.
| Nombre de lancements par année et version du lanceur Delta IV                 |
| 1 2 3 4 5 2002 2006 2010 2014 2018 2022 2024 4M 4M+(4,2) 4M+(5,2) 4M+(5,4) 4H |